# Melissa Fumero

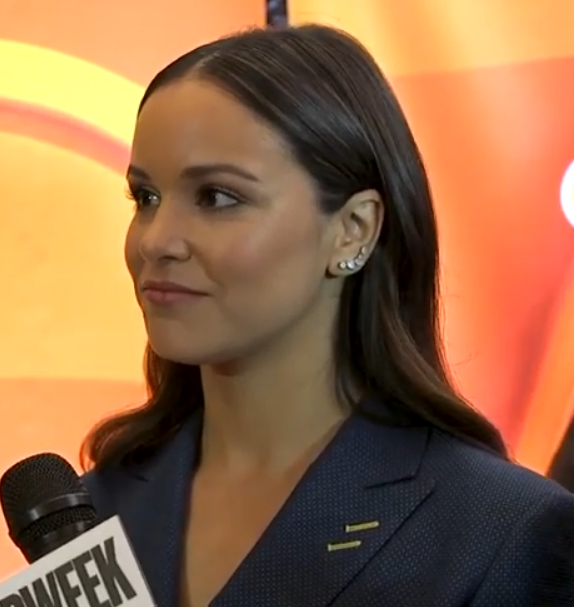
Melissa Fumero (2019)

Melissa Fumero (z domu Gallo; ur. 19 sierpnia 1982) – amerykańska aktorka i reżyserka, która wystąpiła m.in. w roli Amy Santiago w serialu Brooklyn 9-9.

## Życiorys
Melissa Fumero urodziła się w 1982 r. w North Bergen w stanie New Jersey. Jej rodzice byli Kubańczykami, którzy przenieśli się do USA.
Posiada tytuł licencjata sztuk pięknych (Bachelor of Fine Arts) Uniwersytetu Nowojorskiego.
W 2007 r. wyszła za mąż za Davida Fumero. Para ma dwoje dzieci: Enzo i Axela.

## Filmografia

### Filmy
| Rok  | Tytuł                          | Rola      | Uwagi                      |
| ---- | ------------------------------ | --------- | -------------------------- |
| 2007 | Descent                        | studentka | nieuwzględniona w napisach |
| 2009 | I Hope They Serve Beer in Hell | Melissa   |                            |
| 2013 | The House That Jack Built      | Lily      |                            |
| 2017 | DriverX                        | Jessica   |                            |
| 2019 | A Stone in the Water           | Alex      |                            |
| 2022 | Bar Fight!                     | Nina      |                            |

### Seriale
| Rok       | Tytuł                     | Rola                    | Uwagi                                |
| --------- | ------------------------- | ----------------------- | ------------------------------------ |
| 2004-2011 | Tylko jedno życie         | Adriana Cramer          |                                      |
| 2005      | Wszystkie moje dzieci     | Adriana Cramer          |                                      |
| 2010      | Plotkara                  | Zoe                     |                                      |
| 2010      | Mentalista                | Carmen Reyes            |                                      |
| 2013-2021 | Brooklyn 9-9              | Amy Santiago            | wyreżyserowała też odc. Powrót króla |
| 2019-2020 | One Day at a Time         | Estrellita              |                                      |
| 2019-2020 | Elena z Avaloru           | Antonia (głos)          |                                      |
| 2020      | She-Ra i księżniczki mocy | Starla (głos)           |                                      |
| 2021      | Marvel’s M.O.D.O.K.       | Melissa Tarleton (głos) |                                      |
| 2022      | Blockbuster               | Eliza                   |                                      |
| 2023      | Digman!                   | Bella                   |                                      |
| 2023-2024 | Velma                     | Sophie                  |                                      |